# Зеннхайзер, Фриц
Фриц (Фритц) Зеннхайзер (нем. Fritz Sennheiser; 9 мая 1912, Берлин — 17 мая 2010, Ведемарк) — немецкий изобретатель и предприниматель, основатель и председатель компании по производству аудиотехники «Sennheiser Electronic».

## Биография

### Образование и ранняя деятельность
Родился в Берлине 9 мая 1912, с детства интересовался радиотехникой и электроникой. В 11 лет Зеннхайзер собрал простой радиоприёмник после того, как он увидел подобный прибор. В своё время он собирался стать ландшафтным архитектором, но выбрал электротехническую специальность Берлинского технического университета (нем. Technische Universität Berlin) и в 1940 получил степень кандидата наук (англ. Ph.D.) в Институте Генриха Герца.
Зеннхайзер разработал ревербератор, который был использован в 1936 во время XI летних Олимпийских игр в Берлине. Он также был ответственным за отправку закодированных сообщений нацистской армии во время Второй мировой войны.

### Предпринимательская деятельность
Занявшись бизнесом, Зеннхайзер быстро достиг успеха благодаря производству вольтметров и микрофонов; эти устройства приобретались компанией Siemens. Позже начали производиться «микрофон-пушка» (англ. shotgun microphone) (с 1950-х годов), первые беспроводные микрофоны, а также наушники, которые соответствуют форме уха. Фриц Зеннхайзер покинул пост председателя в 1982, передав бразды правления своему сыну Йоргу. К моменту смерти Фрица на бизнес работало 2100 человек, включая трудящихся на производстве в Германии, Ирландии и США; прибыль от продаж в 2008 составила 500 млн долларов.

### Признание
Зеннхайзер получил признание Академии кинематографических искусств и наук в 1987, получив премию «Scientific and Engineering Award» за разработку микрофона-пушки модели MKH 816. Обществом звукоинженеров (англ. Audio Engineering Society, AES) Зеннхайзер был удостоен премии в 1976, почётного членства в 1980 и высшим знаком почёта — золотой медалью Общества звукоинженеров (англ. AES Gold Medal).
Фриц Зеннхайзер умер 17 мая 2010 в возрасте 98 лет в Ведемарке через 8 дней после дня рождения. На тот момент у него были сын, дочь, 3 внука и 7 правнуков.

## Звания и награды
- 1960: Почётный профессор (нем. Honorarprofessur) TH Hannover
- 1976: Почётный председатель (нем. Ehrenvorsitzender) «Fachverband Audio- und Videotechnik» при «Ассоциации немецких производителей электротоваров и электроники» (нем. Zentralverband Elektrotechnik- und Elektronikindustrie, ZVEI)
- 1980: Почётный член «Ассоциации немецких производителей электротоваров и электроники» (ZVEI)
- 1981: Медаль Карла Кармарша ганноверской высшей школы (нем. Hannoverschen Hochschulgemeinschaft) в содружестве с Ганноверским университетом им. Лейбница
- 2004: Медаль Рудольфа Дизеля[нем.] Немецкого института изобретений[нем.]
- 2009: Звание Почётного гражданина и занесение в Золотую книгу (нем. Goldene Buch) муниципалитета Ведемарк[4]
- От Ордена «За заслуги перед Федеративной Республикой Германия» Зеннхайзер отказывался 3 раза[4]

## Публикации
- «Der spektrale Aufbau der langen und der kurzen Vokale» совместно с Оскаром Верлингом (нем. Oskar Vierling) в журнале «Akustische Zeitschrift», 1937, № 2, стр. 93—106
- «Zur Frage der Beeinflussung des Toneinsatzes bei der Orgel» совместно с Оскаром Верлингом в журнале «Akustische Zeitschrift», 1941, № 6, стр. 294—298

## Фонды и пожертвования
- 2005: Фонд «Sennheiser-Stiftung». Пожертвование в 1 миллион евро и осуществление поддержки хосписа в Ульхорне (нем. Uhlhorn)[5]
- 2008: Фонд «Fritz-Sennheiser-Stiftung» под эгидой ганноверского фонда «Diakoniestiftung». Капитал — 1 миллион евро[6]